# Economia dos Emirados Árabes Unidos
Os Emirados Árabes Unidos têm uma economia aberta com elevado PIB per capita e expressivos superávits comerciais. Esforços bem sucedidos no sentido de diversificar a economia reduziram a participação do petróleo e do gás natural no Produto interno bruto a apenas 25%. Desde a descoberta de petróleo nos Emirados há mais de 30 anos, o país tem passado por uma profunda transformação, de uma região de principados empobrecidos no meio do deserto para um país moderno com alto padrão de vida. O gasto do governo expandiu a criação de empregos, e a expansão da infraestrutura aumentou o envolvimento econômico do setor privado.
Em abril de 2004 os Emirados Árabes Unidos assinaram com os Estados Unidos um tratado sobre comércio e investimentos, e concordaram, em novembro do mesmo ano, de iniciarem negociações para a criação de um acordo de livre comércio com os EUA. Entretanto este acordo não prosperou. As zonas francas do país - que oferecem 100% de propriedade ao estrangeiro e taxação zero - têm ajudado a atrair investimentos externos. O turismo também é atualmente uma atividade forte na região, principalmente frequentada por cidadãos dos Estados Unidos.
A cada dia, os Emirados Árabes têm vindo a construir uma sociedade mais desenvolvida e moderna. Seja através de investimentos oníricos, como a construção de ilhas artificiais, seja com a construção de uma sociedade mais aberta à diversidade.
O país é o 27º no ranking de competitividades do Fórum Econômico Mundial.